# Озеро Трубин
«Озеро Трубин» — гидрологический памятник природы общегосударственного значения, расположенный на крайнем севере Борзнянского района на левом берегу Десны (Черниговская область, Украина). Площадь — 40 га. Код (государственный кадастровый номер) — 6ВЖ0000Ж0004. Находится под контролем Ядутинского сельсовета.
Статус памятника природы присвоен Указом Президента Украины от 20.08.1996 № 715/96 для охраны одноименного озера, которое имеет вытянутую извилистую форму, в пойме Десны с редкими и реликтовыми сообществами водных растений. Озеро Трубин протекает в озеро Бехова и впадает в Десну. Длина 7 км, ширина до 0,6 км, площадь 42 га, средняя глубина 5-7 м.
Ближайший населённый пункт — село Ядуты Борзнянского района Черниговской области Украины, город — Борзна.

## Природа
Впадина удлинённой формы, с раздвоенной северной частью. Берега покрыты лесом и кустарниками. Питание смешанное и за счёт водообмена с Десной во время весеннего половодья. Температура воды летом на глубине 0,5 м от поверхности 19—20,5°, у дна уменьшается до 16—17,5 °. Зимой замерзает. Прозрачность воды до 0,85 м. Дно озера покрыто песчано-илистыми отложениями. Водятся карась, плотва, окунь, линь, сом, щука. В прибрежных зарослях — гнездования болотных крачек, чибис, камышовой овсянки, погонщика; есть поселения бобров. Рыболовство.
На озере преобладают типичные для региона сообщества настоящей водной и прибрежно-водной растительности. В береговых понижениях присутствуют сообщества болотистых лугов, на возвышениях — настоящих.
Берега озера и прибрежные участки заняты болотными и лугово-болотными сообществами. В формировании болотных лугов первоначальную роль сыграли манник наплывающий (Glyceria fluitans), полевица побегообразующая (Agrostis stolonifera), осока острая (Carex acuta), осока заострённая (С. acutiformis), осока побережная (С. riparia). Сообщества с доминированием аира болотного, которые являются наиболее типичными для синантропных болотных сообществ, встречаются на заиленных пойменных болотах в прибрежно-водной полосе, где встречается выпас скота. В северной части к озеру примыкают ольшанники, в южной — сообщества, образованные ивой пепельной (Salix cinerea) и ивой трёхтычинковой (S. triandra).
Прибрежно-водная растительность представлена сообществами с доминированием рогоза широколистного (Typha latifolia), манника большого (Glyceria maxima), тростника обыкновенного (камыша) (Phragmites australis), камыша озёрного (Schoenoplectus lacustris), ежеголовника прямого (Sparganium erectum). На небольших участках, но часто, встречаются сообщества, образованные стрелолистом обыкновенным (Sagittaria sagittifolia), болотницей болотной (Eleocharis palustris), сусаком зонтичным (Butomus umbellatus).
Сообщества настоящей водной растительности образованы ряской маленькой (Lemna minor), ряской многокоренной (Spirodela polyrrhiza), телорезом алоэвидным (Stratiotes aloides), водокрасом лягушачьим (Hydrocharis morsus-ranae), кубышкой жёлтой (Nuphar lutea), кувшинками белыми (Nymphaea alba), элодеей канадской (Elodea canadensis), водоперицей колосистой (Myriophyllum spicatum), наядой большой (Najas major), рдестом гребенчатым (Potamogeton pectinatus), рдестом кучерявым (Р. crispus), рдестом пронзённолистным (Р. perfoliatus).
Созологическую ценность представляют редкие сообщества на южной (уруть очерёдноцветковая (Myriophyllum altenifolium), рдест туполистый (Potamogeton obtusifolius)) и северной (ряска горбатая (Lemna gibba), рдест остролистый (Potamogeton acutifolius)) границах ареала.